# 贝儿的舞会礼服
在迪士尼1991年动画电影《美女与野兽》的舞厅场景中，虚构角色贝儿与野兽伴随着片名同名歌曲《美女与野兽》共舞，贝儿身穿一袭华丽的金色露肩舞会礼服，裙摆丰盈。尽管《美女与野兽》的背景设定在近代早期法国，但这件礼服的线条简洁、具有时代错置的设计特点，灵感来自多个不同时期的时尚元素，其中一些细节与故事设定的历史时代相去甚远。
尽管美术指导布莱恩·麦肯蒂（Brian McEntee）一直设想这件礼服为金色，以象征贝儿情感成长为更快乐、更温暖的角色，但迪士尼的市场部门曾希望将礼服设为粉色，以吸引年轻女孩。麦肯蒂最终说服了公司，认为金色能让贝儿在以往的迪士尼公主中脱颖而出。这件礼服在多个改编版本中被重新演绎，包括1994年百老汇音乐剧中由安·霍尔德-沃德（Ann Hould-Ward）设计的版本、2017年真人版电影中由杰奎琳·杜兰（Jacqueline Durran）为女演员艾玛·沃森（Emma Watson）设计的版本，以及2022年电视特辑美女与野兽：30周年庆典中由玛丽娜·托伊比纳（Marina Toybina）为歌手H.E.R.设计的版本。尽管这些设计在细节上与动画原作有明显不同，但都保留了标志性的金色。
这件礼服被认为是影史上最著名的服装之一，也是迪士尼最具代表性的造型之一。贝儿的礼服在众多衍生作品中出现，包括玩具、电子游戏和电视节目，其中在电视剧《童话镇》中，一位另一个版本的贝儿也穿着类似的服装。演员佩内洛普·克鲁兹和海莉·斯坦菲尔德曾穿着此礼服的复制版出席活动。

## 历史与设计
在迪士尼1991年的动画电影《美女与野兽》中，贝儿穿着一袭金色舞会礼服与野兽共进晚餐。 她缓缓走下大楼梯，随后与野兽共舞共餐， 伴随着同名主题曲，由波茨夫人演唱。 这套礼服出现在迪士尼最著名的场景之一， 进一步巩固了这件服装在观众心中的人气。 根据《芝加哥论坛报》的特雷西·布朗的说法，该场景“帮助确立了贝儿黄色礼服的标志性地位”。
这件礼服是华丽的一字肩分层舞会礼服， 搭配同色系的发饰、 歌剧手套、 耳环和鞋子。 她的发型是半盘发造型。 在贝儿的四次服装更换中， 黄色舞会礼服是她穿过最华丽的一件。 其色调也与舞厅相匹配。 编剧琳达·沃尔夫顿推测，贝儿可能是从被变成衣橱的衣橱小姐那里获得了这件裙子，因为后者已经穿不下了。
《印度时报》的一位作者认为，这件礼服展示了贝儿偏好单色调，有时甚至是浮华风格的服饰。 《洛杉矶时报》的Paddy Calistro撰文指出，随着贝儿爱上野兽，“贝儿服装的剪裁变得越来越暴露”，展现出“丰盈的胸部与诱人的肩膀”。 《Vox》撰稿人Genevieve Valentine认为，这件礼服“仿佛超越了时间”，采用了与电影模糊洛可可背景相差一个世纪的裙撑与领口设计，她认为这些细节帮助确立了角色“前卫且喜欢非凡事物的倾向”。 《Glamour》时尚历史学家April Calahan则指出，贝儿的服饰并不符合历史准确性，因为它们融合了完全不同历史时期的设计元素。 她特别指出，舞会礼服的线条不够修身，且省略了当时常见的多层结构，同时也缺少假发或帽子，这些通常用来暗示角色的性吸引力。 相反地，《Screen Rant》的Lacey Womack认为，这件礼服在一定程度上具有历史准确性，但比18世纪时尚风格“没那么极端”，并指出如果要完全符合当时风格，贝儿的腰部应该更纤细，以突出裙摆的丰满。 Uproxx撰稿人Donna Dickens写道，尽管这件礼服在历史上并不准确，但观众仍然“相信穿上这么多层衬裙后，即使没有人体支撑，裙子也能撑得起来”。 有些评论家推测，这套礼服可能受到女演员奥黛丽·赫本在电影《罗马假日》（1953年）中服装的启发， 但迪士尼并未证实这一点。

### 背景与原版动画
《美女与野兽》的故事被认为设定在18世纪法国。
沃尔特·迪士尼本人曾在1940年代尝试改编这一童话故事，但最终搁置，目前仅存的资料之一是一幅由凯·尼尔森绘制的贝儿身穿黄色裙子的插画。
动画师安德烈亚斯·德亚在1989年的概念艺术中，采用了1650年代至1780年代之间的服饰风格为贝儿设计服装。
在《小美人鱼》（1989）获得成功并带动爱丽儿人气后，迪士尼意识到公主形象在品牌中的潜力。 随着影片风格的调整，贝儿被塑造成下一位“伟大且极具市场潜力的公主”，她的服装也因此采用了更时代错置的设计。 Dickens指出，为了节省制作时间，动画师们简化了贝儿舞会礼服的复杂细节。
在影片开头，贝儿穿着蓝色连衣裙，这一配色不仅区分了她与其他村民，还象征了她的情感旅程。
艺术指导布莱恩·麦肯蒂（Brian McEntee）希望贝儿的舞会礼服采用黄色和金色，以便在动画中捕捉光线变化，尽管这种颜色在当时难以实现。 麦肯蒂解释道，当贝儿穿上金色礼服时，象征她内心的成熟与温暖。
迪士尼市场部门原本希望舞会礼服采用粉色或淡紫色以吸引女性观众。
但麦肯蒂与故事画师克里斯·桑德斯最终说服了工作室采用金色，以使贝儿与其他迪士尼公主，特别是与《睡美人》中穿着粉色裙子的爱洛公主区别开来。
虽然这套裙子并未归属于某一位特定的动画师或设计师， 制片人唐·哈恩与麦肯蒂回忆，这套礼服是几位男性创作者一边吃披萨一边喝酒设计的。
哈恩与麦肯蒂认为，无数小女孩未来穿上由醉酒男人设计的礼服，这一点颇具讽刺意味。

### 1994年百老汇改编
贝尔的裙子被改编用于1994年首演的百老汇改编版中。 该剧的服装设计师为Ann Hould-Ward， 她曾与电影的动画师合作，探讨了他们如何创作角色。 尽管这一版本的裙子与原版相似，Hould-Ward仍然参考了多幅历史肖像和艺术作品来设计这件礼服。 她的女儿Leah坚持裙子保持黄色或金色，因此剧组成员将这一忠于原设计的坚持称为“Leah因素”。 值得注意的是，舞台版的裙子更加贴合18世纪风格的概念设计和时代背景，采用了法国礼服、肘部袖子和裙撑。成品裙子的重量为30—40磅（14—18）， 这件裙子由丝绸制成，包括了阿霍普裙、锦、珠饰、花朵、蝴蝶结、蕾丝和缎带。 贴身的紧身胸衣上装饰着各种丝带、蝴蝶结、花朵和胸花，这些装饰增添了她“经典贝尔外观”。 配件包括珠饰项链、珠宝耳环、花卉发饰和奶油色的鱼网晚宴手套。 Hould-Ward还设计了一条在裙子下穿的灯笼裤，尽管观众看不见，但这些内裤上绣有花朵。
裙子的重量会导致饰演贝尔的女演员Susan Egan在跳舞时朝着相反e方向拉动她的身体，特别是在《美女与野兽》的舞会场景中。 在舞会场景结束后，三名舞台工作人员需要协助卸下裙子，他们使用铁丝将裙子吊到后台的天花板上存放，直到下次演出。 贝尔的服装是该剧首个完成的服装，因为迪士尼戏剧制作公司希望这件裙子在排练前六个月就能准备好，以便用于营销和拍摄。 Egan在见到她的原始演员阵容之前就已经为她的服装做了几个月的试穿。 《纽约时报》刊登了由漫画家Al Hirschfeld绘制的首幅彩色线描，描绘了Egan和她的搭档Terrence Mann穿着角色服装的样子。 然而，迪士尼发现Hirschfeld将贝尔的裙子画成了粉红色而非黄色，这让他们非常愤怒。 Hirschfeld为自己的作品辩护，解释道：“这些服装可能是蓝色和黄色的，但它们让我感觉是绿色和粉红色。” 这幅石版印刷目前估价为5500美元。 舞台上使用了一个带有黄色滤镜的聚光灯来饱和裙子的色调。
Egan回忆起，年轻女孩们常常穿着她们从迪士尼商店购买的裙子来看演出，一位女孩在某晚看到Egan上台时喊道：“你看起来就像我一样！” 这一喊声使演出暂停片刻，观众和演员们都笑了出来。 Hould-Ward凭借在《美女与野兽》中的服装设计获得了托尼奖的最佳服装设计奖。 这件裙子在1998年当R&B歌手Toni Braxton加入该剧扮演贝尔时被重新设计，进行了一些修改，使服装看起来更加性感和暴露。 Braxton还在演出谢幕时穿了一版“带流苏”的裙子。尽管为了旅行目的进行了简化，但该服装的设计在后续的巡演制作中基本保持不变。 2023年在悉尼国会剧院的演出中，裙子的更新版本以伊丽莎白二世的加冕礼服为基础，每一朵花瓣上都刺绣着300到600颗水晶、珍珠和珠子。 2000年，百老汇关怀/演员抗击艾滋病基金为慈善目的制作了一个泰迪熊，穿着百老汇音乐剧中贝尔服装的小型复制品。

### 2017年真人版改编
在影片的2017年真人版改编中，服装设计师杰奎琳·杜兰为贝儿的舞会礼服进行了重新设计，该角色由女演员艾玛·沃森饰演。杜兰表示这是最难改编的服装，因为原版的受欢迎程度，促使制作团队多次讨论其外观、颜色和材质。
该礼服从未打算完全复制动画版前作，但杜兰决定保留其颜色以向原作致敬，同时增加纹理感以"让它看起来像一件真实的活着的服装"。她认为简单地复制原版礼服会因原作相对简单而导致"糟糕的服装效果"，但她担心如果礼服不以某种方式体现原作元素会让粉丝失望，并坚称她从未考虑过黄色以外的其他颜色。手帕边缘和塔夫绸面料是杜兰考虑过的一些改动方案，此外还包括改变裙摆形状。

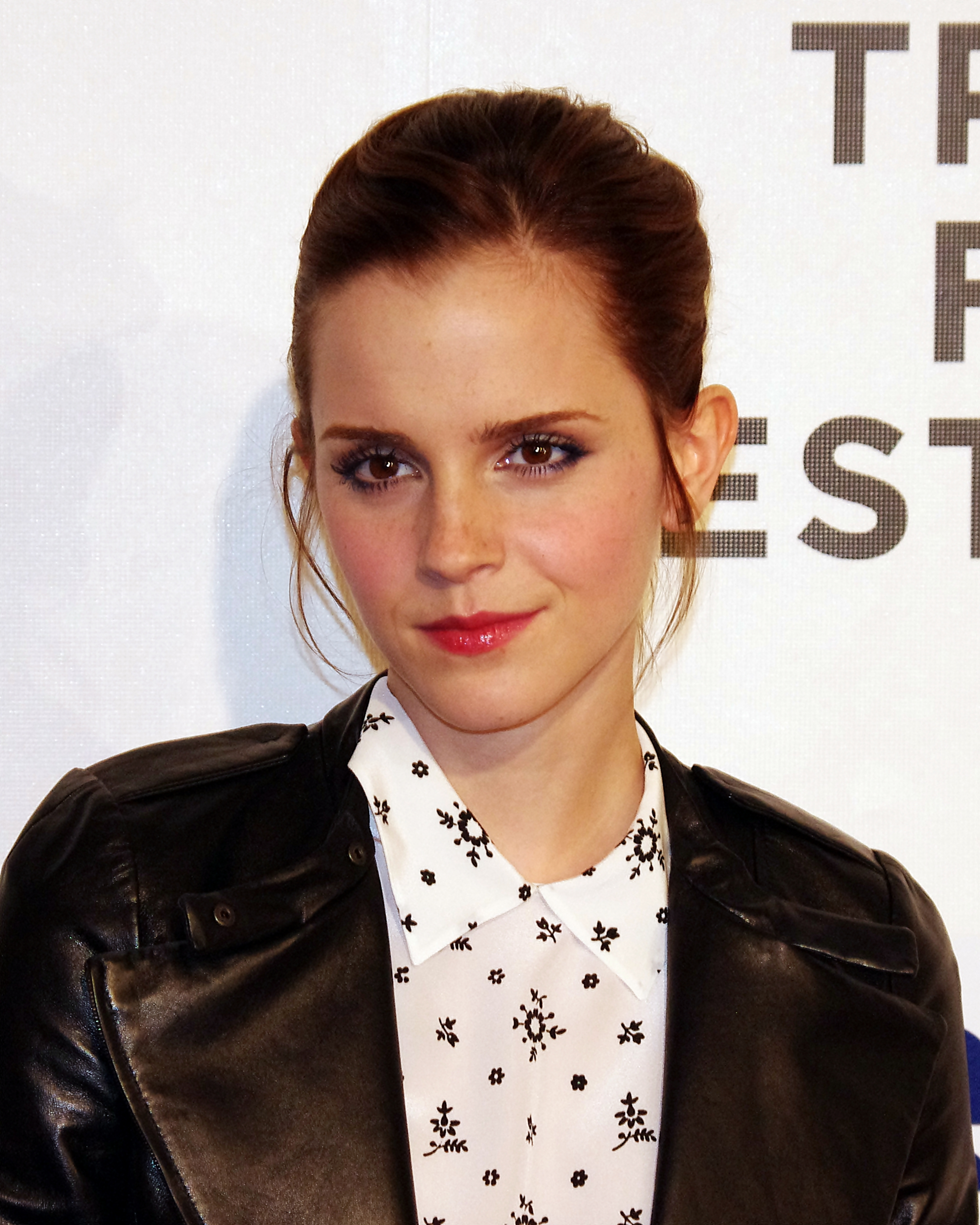
女演员艾玛·沃森的个人偏好，如不穿束腰，影响了影片2017年真人版改编中贝儿礼服的设计，该服装由杰奎琳·杜兰设计。

杜兰进行了多次面料测试以确定最适合电影的黄色色调，以及舞厅灯光会如何影响银幕上的色调。沃森对角色服装保留了重要的创意话语权，她解释说自己不想要"一件大号公主裙"以便自由活动。沃森还坚持礼服不使用束腰，担心这会影响她的活动。这位女演员认为最重要的是这件衣服要"舞动起来很美"，她解释道："我们希望它看起来能漂浮，能飞翔。"沃森的搭档丹·史蒂文斯五岁的女儿Willow为沃森画了几张她心目中礼服样子的草图，沃森认真对待这些草图并与服装部门进行了讨论。杜兰还为Willow设计了一件迷你版礼服，让她在电影首映式上穿着。这件礼服在制作过程中经历了几种不同的诠释和重新设计，从历史精确到现代实验风格都有。杜兰最终选择了简约风格，将其描述为"通过数米染成黄色的丝绸欧根纱以圆形剪裁构建的柔和结构"，强调演员的动作。Dickens推测迪士尼选择更简单的设计是为了便于制作戏服和周边商品。
杜兰将18世纪时尚元素融入礼服中，特别是其分层裙摆和强调的腰线。这件服装的设计和制作耗时12,000小时，其中238小时和10名工作人员专门用于制作礼服。制作了多个副本。最终服装采用轻质薄纱、180英尺染色缎面欧根纱和塔夫绸制成，使用3,000英尺线缝制。虽然沃森在裙子的某些部位下穿了裙撑，但大部分体积来自多层欧根纱。设计中融入了野兽城堡的元素，特别是从天花板上借鉴的金色洛可可图案。杜兰聘请了一位英国艺术家将图案的花卉主题转化为绘画设计，先手绘在画布上，然后放大并数码印刷到礼服上。杜兰的团队将图案印刷在裙摆的三层上，使用金色叶状花丝图案，让人联想到舞厅的洛可可地板，并在上面缝制了2,160颗施华洛世奇水晶以增加闪光效果。总体而言，设计忠于原作，但据《Nylon》的Fawnia Soo Hoo称，更新后的设计反映了贝儿解放的天性，并让她能够投入到最后的动作场景中。
礼服的配饰也与角色周围环境相得益彰，特别是贝儿的植物状耳饰、羽毛状发饰和金色花丝项链。杜兰解释说，由于城堡中穿着的所有物品都是在城堡中创造的，配饰也应该"参与城堡本身的魔法魅力"，贝儿的耳饰看起来像一株生长的植物。沃森将头发梳成与原作相似的"半扎半放"风格，用一个镀金发饰固定，这个发饰在电影后期被用来解锁一辆手推车。贝儿的鞋子是18世纪高跟鞋，手工绘制了金色花朵。尽管鞋跟很高，但这双鞋足够实用，贝儿可以穿着它奔跑。沃森表示穿着这件礼服是她电影中最喜欢的时刻。与之前的改编不同，沃森饰演的贝儿在城堡咒语解除后没有再穿金色礼服。相反，杜兰为沃森设计了一件原创的白色花卉连衣裙。

### 2022年电视特别节目
歌手H.E.R.在2022年纪念电影获得最佳影片奥斯卡提名30周年的电视特别节目《美女与野兽：30周年庆典》中饰演贝儿。服装设计师玛丽娜·托伊比娜为特别节目重新设计了贝儿的舞会礼服，这是她为该节目制作的最后一套戏服。托伊比娜曾犹豫是应该设计一件真人版复制品，还是完全从新方向着手。为了帮助确立H.E.R.为现代观众演绎自己版本的这个经典角色，托伊比娜最终选择不精确复制原版礼服，而是融入H.E.R.自己的音乐风格。托伊比娜希望在礼服设计中运用玫瑰主题，旨在创造"玫瑰的黄色版本"。为此，设计师特别将裙摆设计成类似玫瑰花瓣的垂坠效果，赋予新设计独特的"柔美与优雅"。裙摆采用了四种不同的褶皱工艺，包括太阳褶和集束褶。所有刺绣均为手工缝制珠饰。
在与制作团队讨论礼服应该是黄色还是金色后，服装设计师最终决定采用两者的混合体，描述为"带有束腰金色细节的虹彩黄色面料"。关于礼服持续引发讨论的色调，托伊比娜解释这件礼服最初是金色，后来逐渐演变为黄色。她还从亚历山大·麦昆、蒂埃里·穆勒和丹尼尔·罗斯伯里等当代时装设计师处汲取灵感，而盔甲式紧身胸衣的灵感则来自圣女贞德。

## 反响
1991年《美女与野兽》上映时，贝儿的舞会礼服迅速成为迪士尼粉丝的最爱，此后便与这个角色紧密关联。《时尚》的Alexis Bennett称其为"令人难忘"。D23撰稿人Beth Deitchman认为这件礼服"自1991年以来始终同样迷人"，而《Bustle》的Shea Simmons称其为"全剧亮点"。据E!报道，这件礼服宛如"直接从奥斯卡·德拉伦塔T台走下来的设计"。《17 (美国杂志)》的Kelsey Stiegman称这件礼服是"每个小女孩的毕业舞会梦想"。Hould-Ward和杜兰的服装设计分别在舞台剧和电影领域获得行业奖项提名。作家吉纳维芙·瓦伦丁认为该设计难以在迪士尼乐园和周边商品中还原，指出截至2017年这件礼服已至少经历过六次重新设计。
杜兰版本的礼服在2017年真人翻拍电影上映时引发评论界和观众分歧，获得褒贬不一的评价。《Tor.com》的Emmet Asher-Perrin认为"礼服本身没有问题"，称其功能性强且忠于原作，但对偏暗的色调提出质疑。翻拍版预告片发布时，《嘉人》的Penny Goldstone称赞了其细节和轮廓。《Vogue》的Brooke Bobb将这套戏服描述为"阳光色的纸杯蛋糕裙"，沃森穿上后"光彩照人"。虽然Dickens称赞原版礼服是"时尚杰作"，但她认为翻拍版是"一块软塌塌的人造黄油"，特别是与配角们的戏服以及莉莉·詹姆斯在迪士尼2015年真人翻拍版《仙履奇缘》中的礼服相比。瓦伦丁认为杜兰的设计更关注沃森的个人品牌而非历史或美学准确性，认为服装缺乏视觉冲击力"意味着他们考虑的不仅仅是突出的服装设计"。瓦伦丁将这件礼服描述为"实用主义的牺牲品"，称其与更具想象力的戏服相比是"行走的恐怖谷"，尤其是野兽的造型。《路易斯维尔高中》认为这套戏服"配不上其标志性"声誉，将其比作现代舞会礼服"而非应有的法国宫廷舞会裙"，并将此归咎于沃森的创意干预。《玛丽苏》的Jessica Mason将沃森的演绎称为"畸形产物"和"'时代'戏服设计中最糟糕的案例之一"。
尽管如此，《时尚》和Wonderwall都将沃森的版本列为影史最标志性的礼服之一，后者称其为"仿佛从童话书页中走出的惊艳礼服"，而《Vogue Paris》则将其誉为电影中最经典的黄色礼服之一。《卫报》记者杰斯·卡特纳-莫利认为沃森的礼服比原版有所改进，写道它"在银幕上保留了骄傲地位——尽管原版90年代那种甜腻的色调...被过滤成更柔和的中世纪黄色"。卡特纳-莫利还指出，这件礼服顺应了2016至2017年间黄色作为流行正式着装色彩的复兴，而Refinery29的Anne Cohen表示黄色礼服正在回归潮流。据《Nylon》的Fawnia Soo Hoo所言，"没有哪件永恒的黄色礼服能像贝儿这套18世纪法国风格的舞会裙般唤起如此温暖的怀旧之情"。

## 文化影响

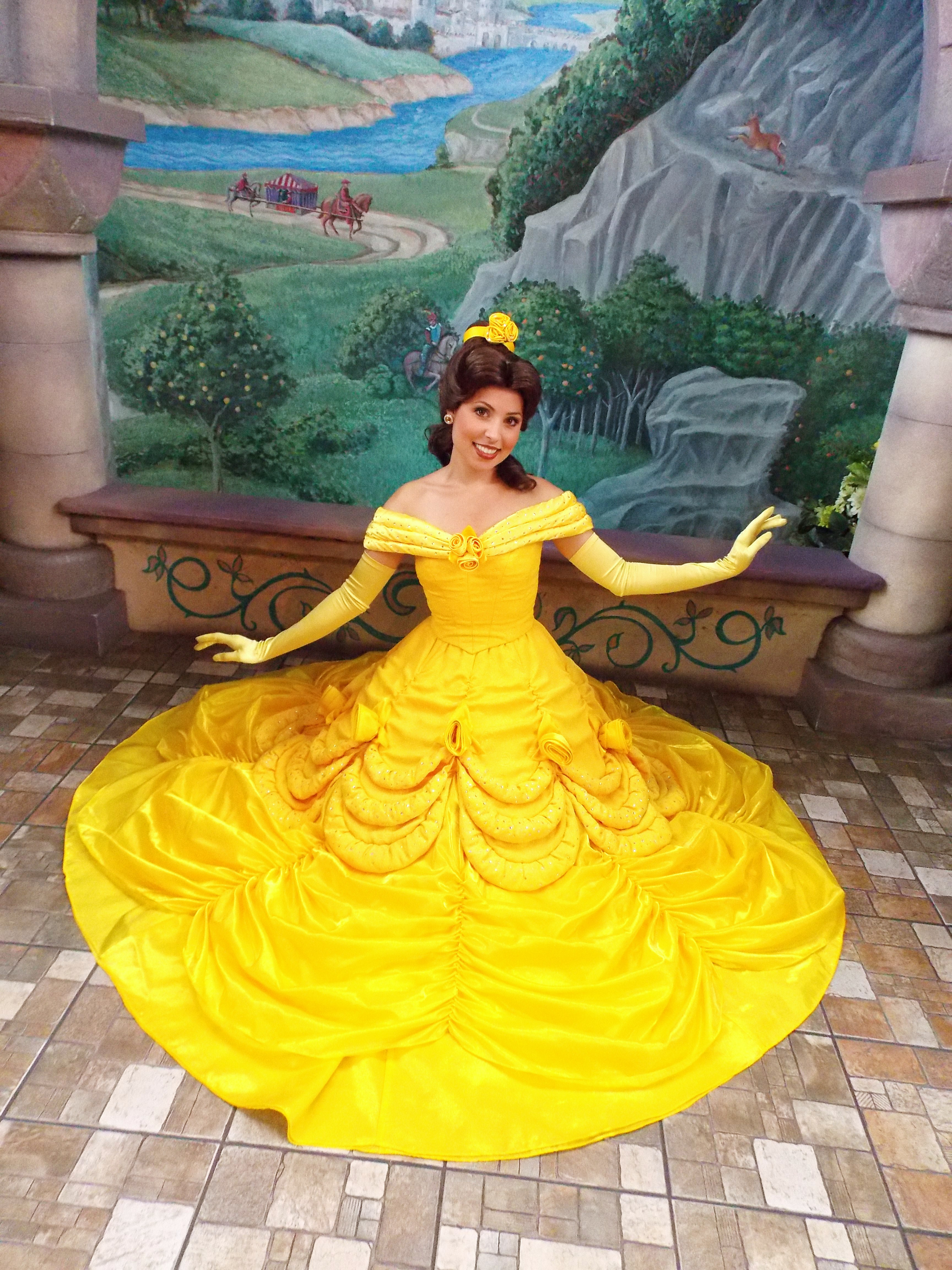
迪士尼乐园扮演贝儿的演职人员

贝儿的舞会礼服被视为影史上最著名的礼服之一，也是迪士尼最具辨识度的礼服之一。多家媒体称其为"标志性"设计：《娱乐周刊》的Clark Collis在2016年写道"这部电影上映25年来，它已成为真正标志性的服装"。《Vogue Paris》的Floriane Reynaud认为这件礼服是"影史上最具标志性的戏服之一"，将其与《乱世佳人》（1939）和《红磨坊》（2001）中的经典造型相提并论。《嘉人》的Penny Goldstone认同这是迪士尼最标志性的公主裙，而《每日镜报》的Jo-Anne Rowney称其为"迪士尼史上最经典的礼服之一"。《英国Vogue》的Sarah Karmali认为它既是迪士尼"最具即时辨识度的礼服"，也是时尚史上20套最著名礼服之一。
在2018年"流行文化15套最经典黄裙"评选中，《娱乐周刊》撰稿人Mary Sollosi表示这件礼服"作为迪士尼最经典的童话裙载入史册"。《休斯顿纪事报》在类似评选中提到这件礼服，作者Kyrie O’Connor写道："无论你是贝儿还是碧昂丝，穿着黄裙传递的信息是穿着者充满自信且不惧被关注"。Evoke.ie的Niamh Campbell认为单凭这件礼服就足以吸引人们去影院观看真人翻拍版。据《Screen Rant》的Sierra Robinson所言，这件礼服是"动画电影广受喜爱的重要原因"，将其列为第五"最标志性"电影礼服。该网站撰稿人Rotem Rusak将其评为第二佳迪士尼公主裙，称其为"惊艳"的迪士尼历史性设计，而Bethany Aroutunian在网站"迪士尼真人改编最佳造型"榜单中将其列为第三。

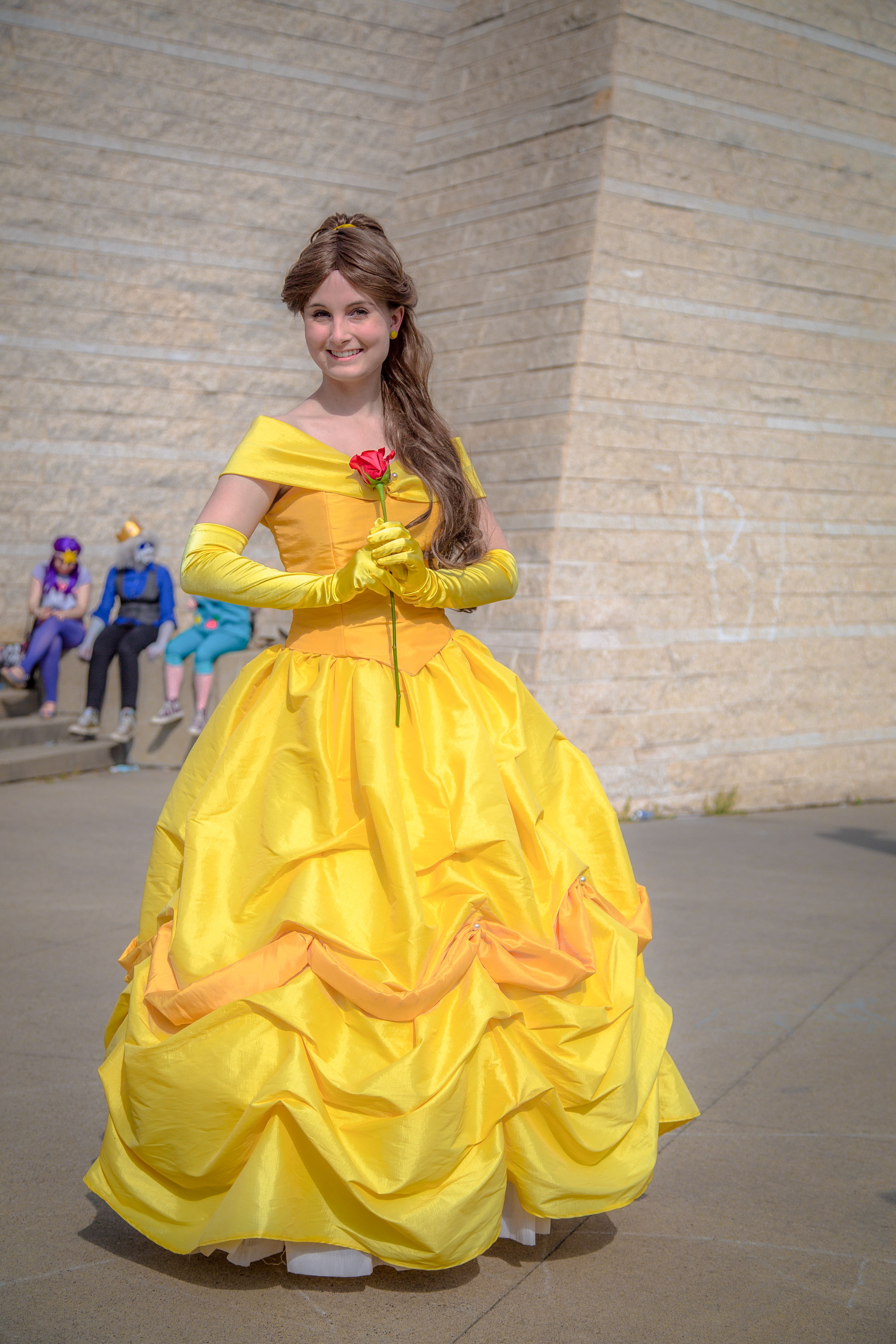
贝儿礼服常被用作万圣节服装和角色扮演造型

据《Fashionista》的Fawnia Soo Hoo观察，这件礼服仍是电影最具辨识度的形象，通过玩偶、万圣节服装和周边产品被永久铭记。该礼服始终是女孩们最受欢迎的万圣节装扮，截至2021年，其迪士尼乐园销量仅次于《冰雪奇缘》中艾莎的冰裙。据Bobb所述，"自1991年起，世界各地的小女孩都梦想穿着这条裙子旋转"，称其可谓"原版电影最具辨识度的画面"。该礼服被认为启发了多位明星的红毯造型，包括谢丽尔、艾丽西亚·维坎德、莱斯利·曼恩和凯蒂·霍尔姆斯，以及设计师詹巴迪斯塔·瓦利的高级定制时装秀。维坎德承认她2016年参加第88届奥斯卡金像奖时所穿的黄色路易威登礼服刻意致敬了童年偶像贝儿。2017年，《InStyle》的Olivia Bahou观察到"这件礼服的魅力正从银幕蔓延至时尚界，证据就在红毯上...好莱坞人人都在cos这位迪士尼公主"。Bahou称该礼服为"初代明星造型师"，而《Grazia》的Emma Firth将这种时尚影响力称为"贝儿效应"。演员佩内洛普·克鲁兹2011年为摄影师安妮·莱博维茨的迪士尼梦想肖像系列演绎了贝儿礼服造型。演员海莉·斯坦菲尔德在2017年MTV影视大奖音乐表演中穿着贝儿戏服。电视剧《童话镇》中出现了由爱德华多·卡斯特罗设计的礼服变体。由演员艾米莉·德瑞文饰演的贝儿穿着这套服装。戏服设计师Bea Åkerlund将其列为最爱的"黄色时尚时刻"。
《Screen Rant》撰稿人Lucy-Jo Finnighan认为这件礼服"或许是该片被视为最佳《美女与野兽》影视改编的原因之一"。百老汇版Braxton穿着的戏服曾于2012年在罗纳德·里根总统图书馆"华特迪士尼档案馆珍品展"展出。为纪念翻拍版上映，贝儿礼服于2017年3月在埃尔卡皮坦剧院展出。2019年，沃森的戏服在D23博览会"英雄与反派：迪士尼戏服艺术"展览中展出。受COVID-19疫情影响延期后，该展览于2021年移至流行文化博物馆举办。